# دانو (بوركينا فاسو)
دانو (بالإنجليزية: Dano)‏ مدينة تقع في محافظة لوبا في بوركينا فاسو، وتعتبر العاصمة لمحافظة لوبا.
أيضاً هي العاصمة لمقاطعة دانو. هي مدينة صغيرة تحتوي على سوق للنسيج وصناعة الفخار، وتعد موطناً للداجارا (مجموعة عرقية) والتي تؤمن إيماناً راسخاً بالمسيحية.